# لائوتارو مورالس
لائوتارو مورالس (انگلیسی: Lautaro Morales؛ زادهٔ ۱۶ دسامبر ۱۹۹۹) بازیکن فوتبال اهل آرژانتین است.